# Robert Irving Soare
Robert Irving Soare é um matemático estadunidense, professor da Universidade de Chicago desde 1967.
Provou, juntamente com Carl Jockusch, o teorema da base baixa (low basis theorem), trabalhando com lógica matemática, principalmente na área da teoria da computabilidade.
Em 2012 foi eleito fellow da American Mathematical Society.
Foi palestrante convidado do Congresso Internacional de Matemáticos em Helsinque (1978).

## Publicações selecionadas
- Soare, R. (1987). Recursively enumerable sets and degrees. Col: Perspectives in Mathematical Logic. [S.l.]: Springer-Verlag. ISBN 3-540-15299-7
- CG Jockusch, Jr and RI Soare, "Π(0, 1) Classes and Degrees of Theories" in Transactions of the American Mathematical Society (1972).